# Rogaland Teater
Rogaland Teater er et teater i Stavanger som blev oprettet ved en Stortingsvedtagelse i 1947.
Årlig præsenterer teatret 10–14 produktioner på fire forskellige scener: Hovedscenen, med plads til 375 personer i to plan; Intimscenen, en fleksibel studioscene med plads til 72 personer; studiescenen Kjellerteatret; og Teaterhallen. På de to sidstnævnte varierer publikumskapaciteten fra forestilling til forestilling.
I gennemsnit fremvises der årlig 400–500 forestillinger for et publikum på mellem 90.000 og 110.000. Publikumsrekorden på Rogaland Teater blev sat i år 2011 med over 150.000 besøgede, med «Jungelbogen 2099» og «Sonny» som de to største publikumsmagneter.
Fra 1. januar 2019 er skuespilleren Glenn André Kaada (no) teaterdirektør ved Rogaland Teater.

## Historie
Teaterhistorien i Stavanger er ældre end 1947. I 1850 blev der opført en nybygning i gaden Skagen 18, og på 2. etage blev der indrettet et teaterlokale med plads til 300 tilskuere med udgang både mod havet og til gaden Skagen.
Senere blev teaterforestillingene flyttet til Stavanger Sparekasses festlokaler. Omkring 1880 fik arkitekten Hartvig Sverdrup Eckhoff (no) opgaven med at tegne en ny teaterbygning i bydelen Kannik. Arkitekten fik fuldmagt til at tegne en bygning i en såkaldt «proper stand» til kr. 59.000,-. 15. april 1883 gik scenetæppet for første gang op i Stavanger Theater, med Olaus Olsen som direktør.
Teatret gik konkurs i 1886, blev genåbnet i 1890 i regi af Stavanger Theaterforening, og gik igen konkurs i 1926. Den tyske værnemagt insisterede fra 1940 på at teatervirksomheden blev genoprettet. Gunnar Eide oprettede under krigen Stavanger Teater og fortsatte det professionelt fra 1945 til 1947.
Det er den samme bygning som Rogaland Teater fortsat bruger. Teatret er udvidet flere gange, sidst ved en stor udvidelse og ombygning blev den gamle hal overtaget af Rogaland Teater og benyttet som bilokaler til teatret.
De nuværende bygninger var ikke optimale til moderne teaterdrift og i 2011 startede Rogaland Teater projektet MOT2020 som skiftede navn til Sceneskifte i 2012. Planlægningen af et moderne teaterhus har været i gang siden og har været gennem flere udvidelser. I 2020 overtog Stavanger kommune ansvaret for teatret.

## Børne- og ungdomsteatret
I 1957 tog Bjørn Endreson (no) initiativ til at det skulle oprettes et eget børneteater ved Rogaland Teater.
Årlig har det et publikum på cirka 30.000 i de 80 til 100 forestillinger, som bliver sat op.